# 若林喜三郎
若林 喜三郎（わかばやし きさぶろう、1908年4月19日 - 1999年12月25日）は、日本の日本史学者。

## 略歴
京都府出身。1936年京都帝国大学文学部国史学科卒。金沢大学教育学部助教授、奈良女子大学教授を務め、1972年定年退官、龍谷大学教授、大手前女子大学教授を務めた。能登地方の市町村史誌を数多く手がけたことから「能登守」と呼ばれた。

## 著書
- 『鳥屋町史』鳥屋町 1955
- 『銭屋五兵衛』創元社(創元歴史選書)1957
- 『前田綱紀』吉川弘文館 人物叢書 1961 オンデマンド版　2024　ISBN　9784642750585
- 『加賀藩農政史の研究』吉川弘文館 1970-72
- 『能登守の弁 若林喜三郎随想集』北国出版社 1972
- 『加賀騒動』1979 中公新書
- 『銭屋五兵衛 幕末藩政改革と海の豪商』北国出版社 1982
- 『加賀藩史話』能登印刷出版部 (燕台叢書)1988
- 『近世古文書採訪のしおり』北国新聞社 1989

### 編著・監修
- 『輪島町史』編 輪島町 1954
- 『中学歴史事典』編 福音館書店 1955
- 『山中町史』編 山中町史刊行会 1959
- 『義民道閑伝』編 道閑三百年記念事業委員会 1967
- 『石川県の歴史』監修 北国出版社 1970
- 梅田甚三久『梅田日記 幕末金沢町民生活風物誌』編 北国出版社 1970
- 小田吉之丈編著『加賀藩農政史考』校訂・解説 国書刊行会 1977
- 『加賀能登の歴史』編著 講談社 1978
- 『加賀藩社会経済史の研究』編 名著出版 (地方史研究叢書）1980
- 『年々留 銭屋五兵衛日記』編 法政大学出版局 1984
- 『北浜二丁目戸長文書』編 大阪市史料調査会 (大阪市史史料）1984

## 論文
- ＜若林喜三郎